# Kate Hewlett
Pour les articles homonymes, voir Hewlett.
Kate Hewlett, de son nom complet Katherine Emily Hewlett, née le 17 décembre 1976 à Toronto, au Canada, est une actrice, chanteuse et auteur de chanson canadienne.

## Biographie
Elle est la sœur cadette de David Hewlett. Elle a également deux autres sœurs et deux demi-sœurs.
Elle est apparue dans quatre épisodes de Stargate Atlantis, où elle incarne la sœur de Rodney McKay, interprété par son propre frère.
Elle a écrit une pièce off-Broadway, Humans Anonymous, dans laquelle elle tient un des rôles principaux.

## Filmographie
- 1999 : Loose change : Erin
- 2004 : Kevin Hill
- 2005 : Dark Water
- 2006 : Quatre Minutes (Vier Minuten) : Helen
- 2006 - 2008 : Stargate Atlantis : Jeannie Miller (4 épisodes)
- 2006 : Mon beauf, ma sœur et moi (A Dog's Breakfast), de David Hewlett : Marylin
- 2008 : Psych : Enquêteur malgré lui : Stacey (1 épisode)
- 2013 : Nature morte (Still Life: A Three Pines Mystery) (TV) : Clara Morrow